# Nazionale maschile under 17 di football americano della Norvegia
La nazionale di football americano Under-17 della Norvegia è la selezione maschile di football americano della NoAFF, che rappresenta la Norvegia nelle varie competizioni ufficiali o amichevoli riservate a squadre nazionali Under-17.

## Dettaglio stagioni

### Amichevoli
| Stagione | Vin | Par | Per | Tot | PF | PS | avversaria |
| -------- | --- | --- | --- | --- | -- | -- | ---------- |
| 2008     | 0   | 0   | 1   | 1   | 7  | 8  | Svezia     |
|          |     |     |     |     |    |    |            |
| Totale   | 0   | 0   | 1   | 1   | 7  | 8  |            |

### Riepilogo partite disputate
| Anno | Luogo  | Evento     | Fase del torneo | Incontro          | Risultato |
| 2008 | Märsta | Amichevole |                 | Svezia - Norvegia | 8 - 7     |

## Confronti con le altre Nazionali
Questi sono i saldi della Norvegia nei confronti delle Nazionali incontrate.

### Saldo negativo
| Nazionale | Giocate | Vinte | Pareggiate | Perse | PF | PS | Ultima vittoria | Ultimo pari | Ultima sconfitta |
| --------- | ------- | ----- | ---------- | ----- | -- | -- | --------------- | ----------- | ---------------- |
| Svezia    | 1       | 0     | 0          | 1     | 7  | 8  | -               | -           | 2008             |